# Handballer des Jahres (Deutschland)
Mit der Auszeichnung Handballer des Jahres werden in Deutschland jährlich die herausragendsten Handballspieler eines Jahres geehrt. Es werden parallel der Handballer des Jahres und die Handballerin des Jahres ermittelt. Die Handballer des Jahres in Deutschland werden seit dem Jahr 1978, als die Männer-Nationalmannschaft der Bundesrepublik Deutschland Weltmeister wurde, jährlich gewählt. Die Wahl wird seit 2023 im Rahmen der German Handball Awards durchgeführt. Bis dahin wurde sie unter den Lesern der Handballwoche durchgeführt. Die Titelträger für das Jahr 2024 sind Renārs Uščins und Xenia Smits.
Von 1980 bis 1989 wurden in der Deutschen Demokratischen Republik (DDR) ebenfalls Handballer des Jahres gewählt.

## Männer

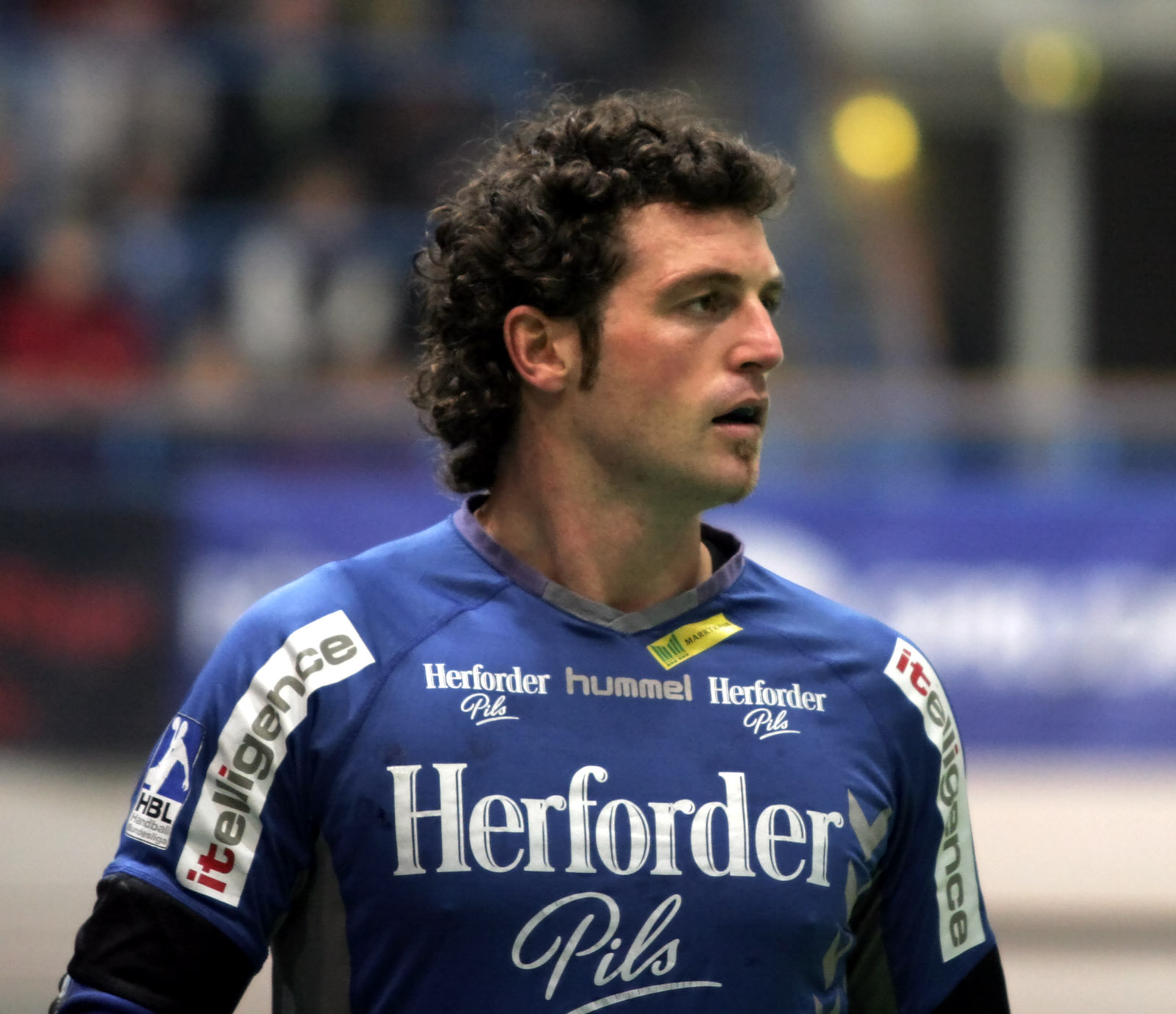
Florian Kehrmann: Handballer des Jahres 2003, 2005 und 2006

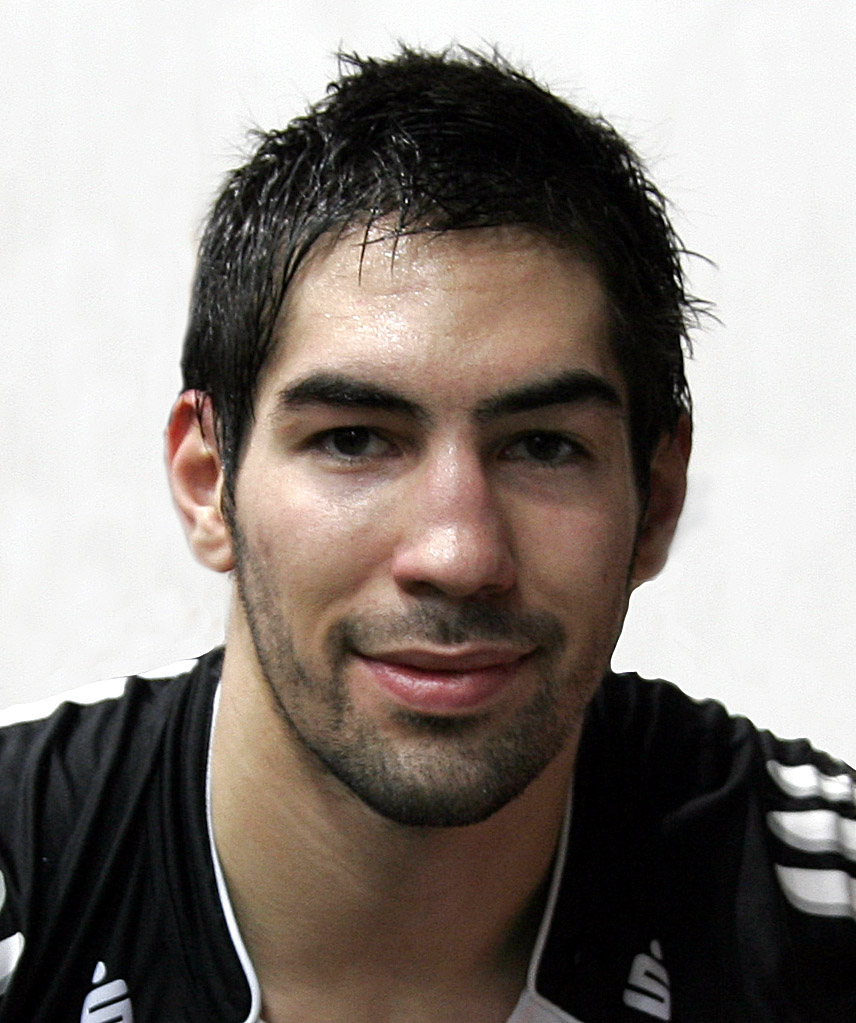
Nikola Karabatić: Handballer des Jahres 2007 und 2008

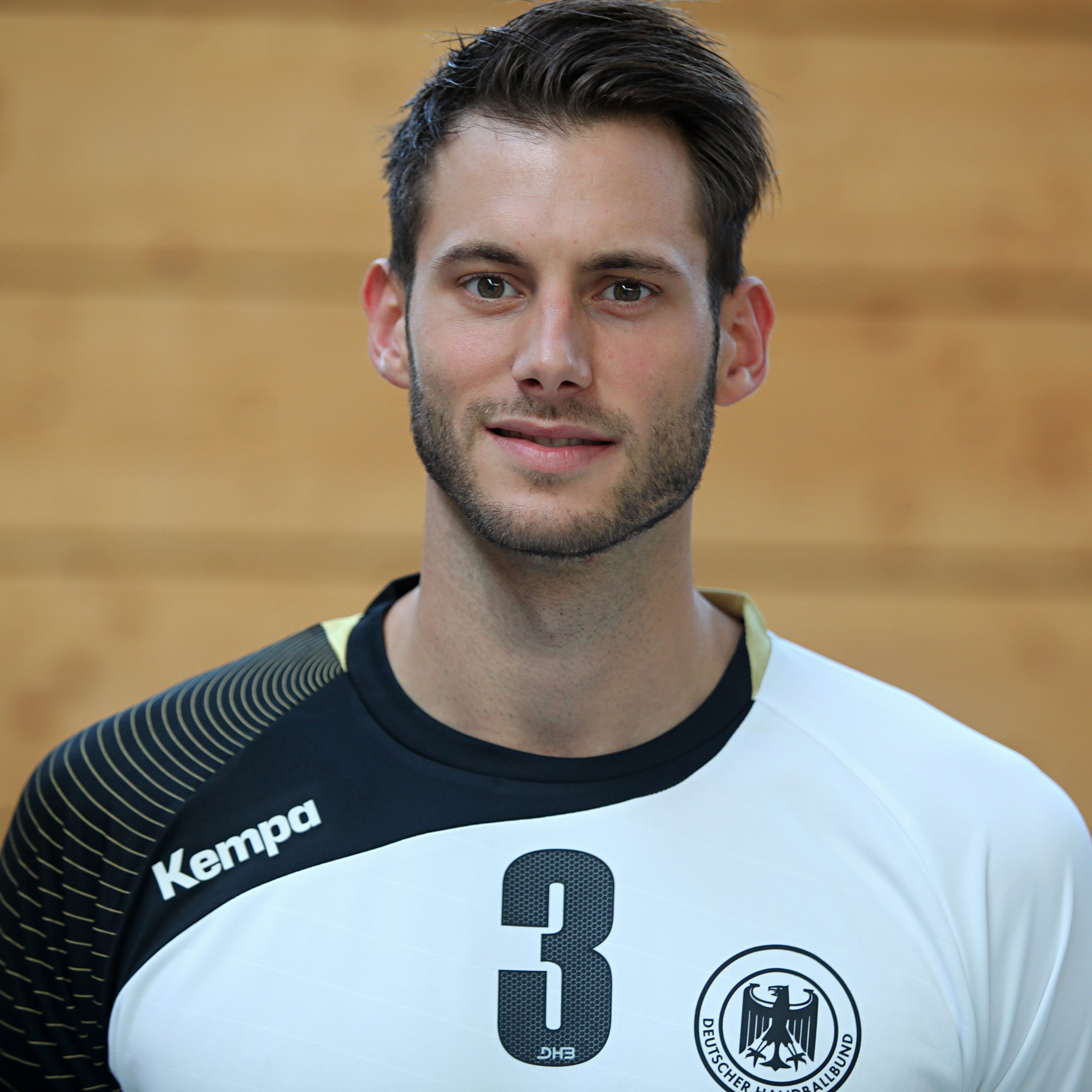
Uwe Gensheimer: Handballer des Jahres 2011–2014

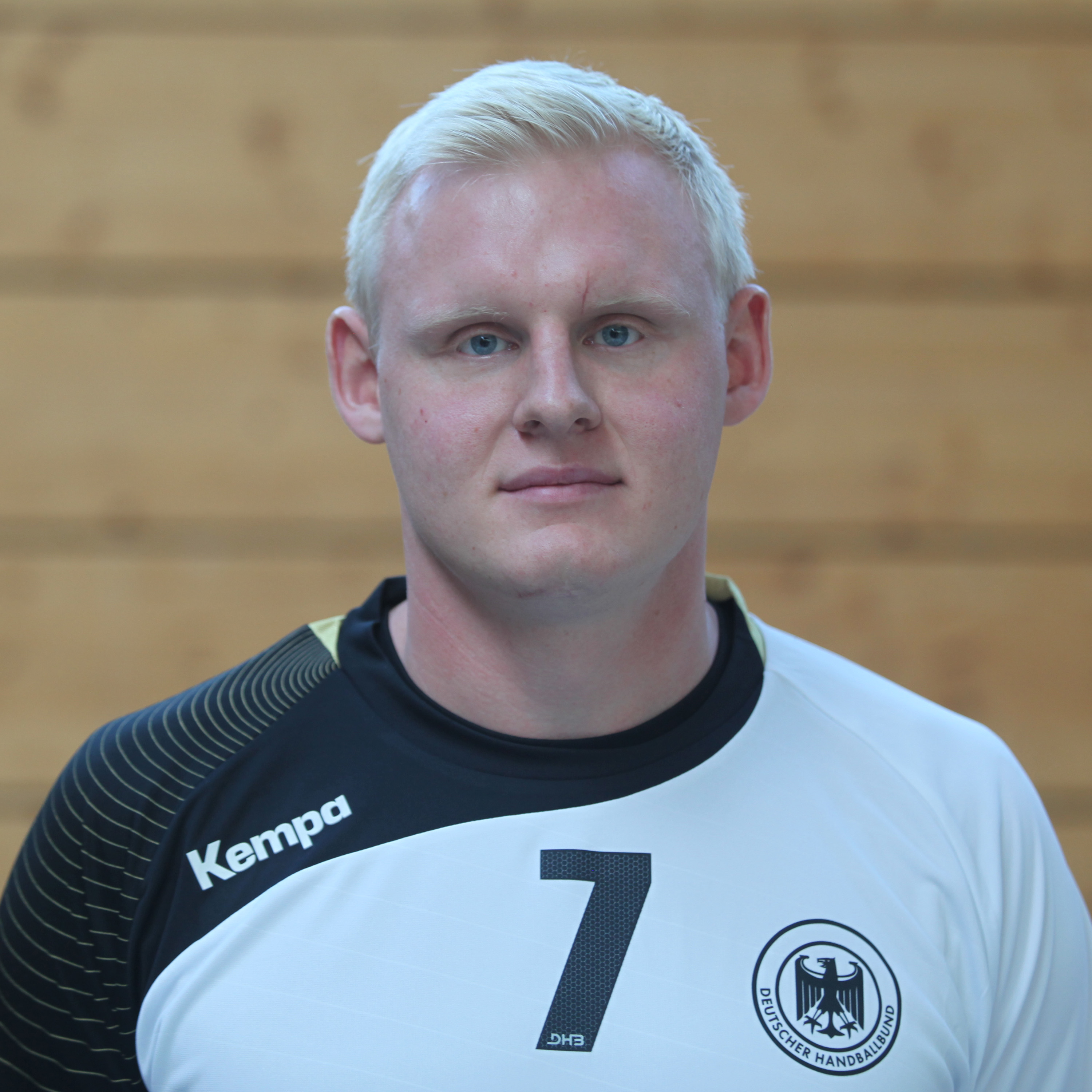
Patrick Wiencek: Handballer des Jahres 2018

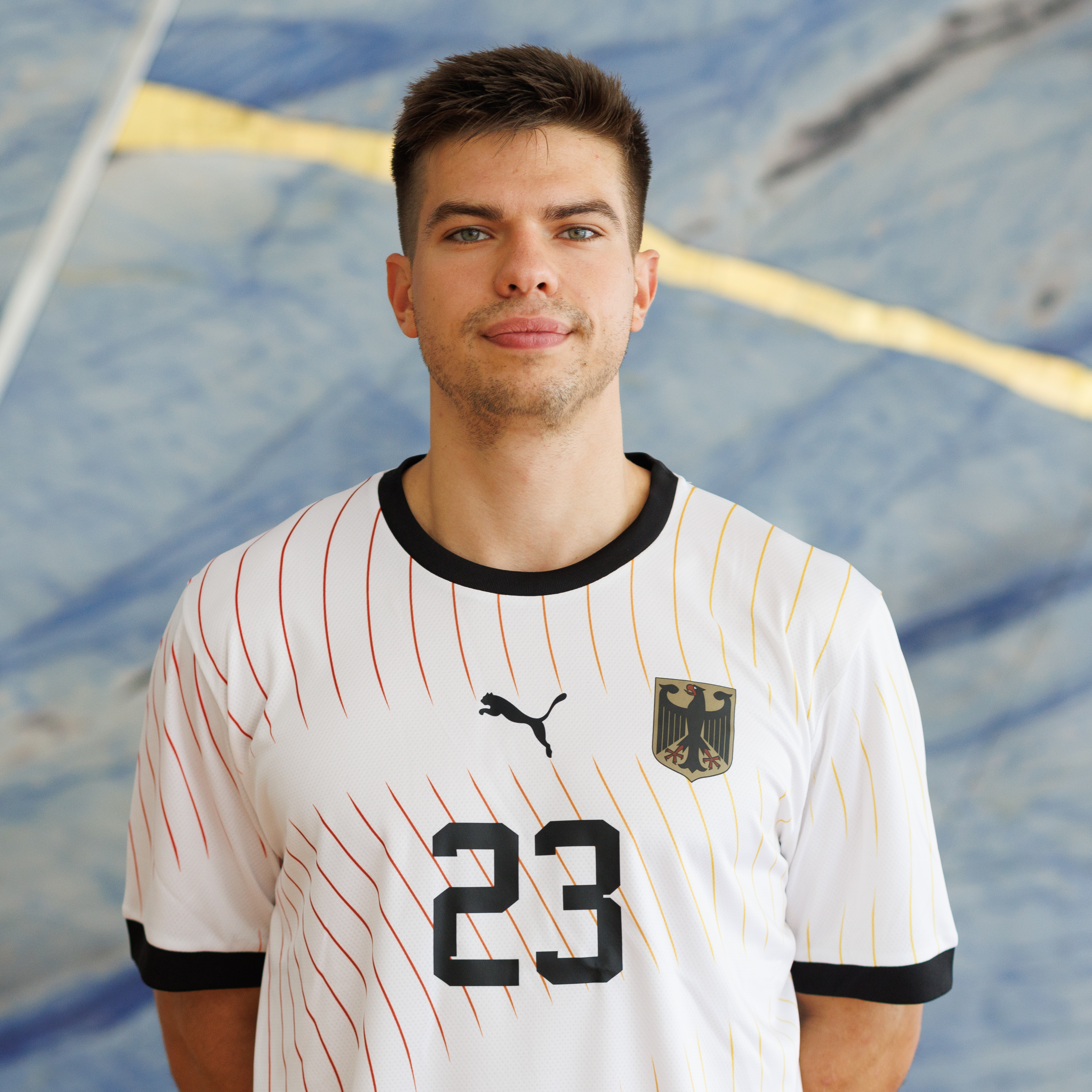
Renārs Uščins, Handballer des Jahres 2024

Rekord-Handballspieler des Jahres ist Andreas Thiel, der sieben Mal die Wahl gewinnen konnte. 1992 wurde erstmals mit Mikael Källman ein ausländischer Spieler zum Handballer des Jahres in Deutschland gekürt. Erhard Wunderlich wurde zum deutschen Handballspieler des Jahrhunderts gewählt.
Die bisherigen Titelträger
| Jahr | Name                   | Nationalität | Logo                   | Verein                 |
| ---- | ---------------------- | ------------ | ---------------------- | ---------------------- |
| 1978 | Heiner Brand           | Deutschland  | VfL Gummersbach        | VfL Gummersbach        |
| 1979 | Manfred Hofmann        | Deutschland  | TV Großwallstadt       | TV Großwallstadt       |
| 1980 | Arno Ehret             | Deutschland  | TuS Hofweier           | TuS Hofweier           |
| 1981 | Erhard Wunderlich (1)  | Deutschland  | VfL Gummersbach        | VfL Gummersbach        |
| 1982 | Erhard Wunderlich (2)  | Deutschland  | VfL Gummersbach        | VfL Gummersbach        |
| 1983 | Andreas Thiel (1)      | Deutschland  | VfL Gummersbach        | VfL Gummersbach        |
| 1984 | Andreas Thiel (2)      | Deutschland  | VfL Gummersbach        | VfL Gummersbach        |
| 1985 | Andreas Thiel (3)      | Deutschland  | VfL Gummersbach        | VfL Gummersbach        |
| 1986 | Andreas Thiel (4)      | Deutschland  | VfL Gummersbach        | VfL Gummersbach        |
| 1987 | Andreas Thiel (5)      | Deutschland  | VfL Gummersbach        | VfL Gummersbach        |
| 1988 | Jochen Fraatz (1)      | Deutschland  | TuSEM Essen            | TuSEM Essen            |
| 1989 | Andreas Thiel (6)      | Deutschland  | VfL Gummersbach        | VfL Gummersbach        |
| 1990 | Stefan Hecker          | Deutschland  | TuSEM Essen            | TuSEM Essen            |
| 1991 | Jochen Fraatz (2)      | Deutschland  | TuSEM Essen            | TuSEM Essen            |
| 1992 | Mikael Källman         | Finnland     | SG Wallau-Massenheim   | SG Wallau/Massenheim   |
| 1993 | Andreas Thiel (7)      | Deutschland  | TSV Bayer Dormagen     | TSV Bayer Dormagen     |
| 1994 | Stefan Kretzschmar (1) | Deutschland  | VfL Gummersbach        | VfL Gummersbach        |
| 1995 | Stefan Kretzschmar (2) | Deutschland  | VfL Gummersbach        | VfL Gummersbach        |
| 1996 | Martin Schwalb         | Deutschland  | SG Wallau-Massenheim   | SG Wallau/Massenheim   |
| 1997 | Daniel Stephan (1)     | Deutschland  | TBV Lemgo              | TBV Lemgo              |
| 1998 | Daniel Stephan (2)     | Deutschland  | TBV Lemgo              | TBV Lemgo              |
| 1999 | Daniel Stephan (3)     | Deutschland  | TBV Lemgo              | TBV Lemgo              |
| 2000 | Markus Baur (1)        | Deutschland  | HSG Wetzlar            | HSG Wetzlar            |
| 2001 | Christian Schwarzer    | Deutschland  | TBV Lemgo              | TBV Lemgo              |
| 2002 | Markus Baur (2)        | Deutschland  | TBV Lemgo              | TBV Lemgo              |
| 2003 | Florian Kehrmann (1)   | Deutschland  | TBV Lemgo              | TBV Lemgo              |
| 2004 | Henning Fritz          | Deutschland  | THW Kiel               | THW Kiel               |
| 2005 | Florian Kehrmann (2)   | Deutschland  | TBV Lemgo              | TBV Lemgo              |
| 2006 | Florian Kehrmann (3)   | Deutschland  | TBV Lemgo              | TBV Lemgo              |
| 2007 | Nikola Karabatić (1)   | Frankreich   | THW Kiel               | THW Kiel               |
| 2008 | Nikola Karabatić (2)   | Frankreich   | THW Kiel               | THW Kiel               |
| 2009 | Filip Jícha (1)        | Tschechien   | THW Kiel               | THW Kiel               |
| 2010 | Filip Jícha (2)        | Tschechien   | THW Kiel               | THW Kiel               |
| 2011 | Uwe Gensheimer (1)     | Deutschland  | Rhein-Neckar Löwen     | Rhein-Neckar Löwen     |
| 2012 | Uwe Gensheimer (2)     | Deutschland  | Rhein-Neckar Löwen     | Rhein-Neckar Löwen     |
| 2013 | Uwe Gensheimer (3)     | Deutschland  | Rhein-Neckar Löwen     | Rhein-Neckar Löwen     |
| 2014 | Uwe Gensheimer (4)     | Deutschland  | Rhein-Neckar Löwen     | Rhein-Neckar Löwen     |
| 2015 | Andreas Wolff (1)      | Deutschland  | HSG Wetzlar            | HSG Wetzlar            |
| 2016 | Andreas Wolff (2)      | Deutschland  | THW Kiel               | THW Kiel               |
| 2017 | Andy Schmid            | Schweiz      | Rhein-Neckar Löwen     | Rhein-Neckar Löwen     |
| 2018 | Patrick Wiencek        | Deutschland  | THW Kiel               | THW Kiel               |
| 2019 | Timo Kastening         | Deutschland  |                        | TSV Hannover-Burgdorf  |
| 2020 | Hendrik Pekeler        | Deutschland  | THW Kiel               | THW Kiel               |
| 2021 | Niklas Landin          | Dänemark     | THW Kiel               | THW Kiel               |
| 2022 | Johannes Golla         | Deutschland  | SG Flensburg-Handewitt | SG Flensburg-Handewitt |
| 2023 | Gísli Kristjánsson     | Island       | SC Magdeburg           | SC Magdeburg           |
| 2024 | Renārs Uščins          | Deutschland  |                        | TSV Hannover-Burgdorf  |

## Frauen

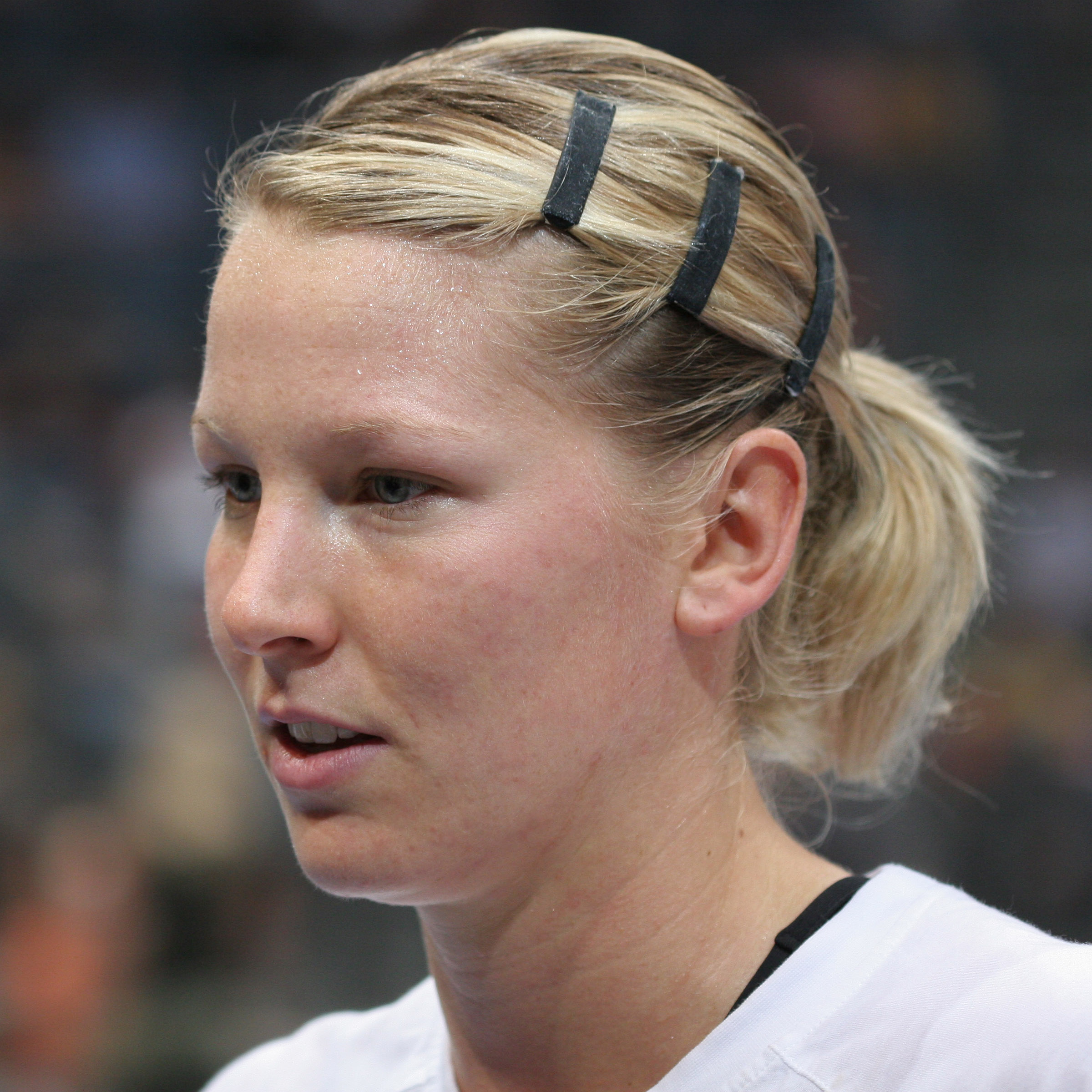
Nadine Krause: Handballerin des Jahres 2005 und 2006

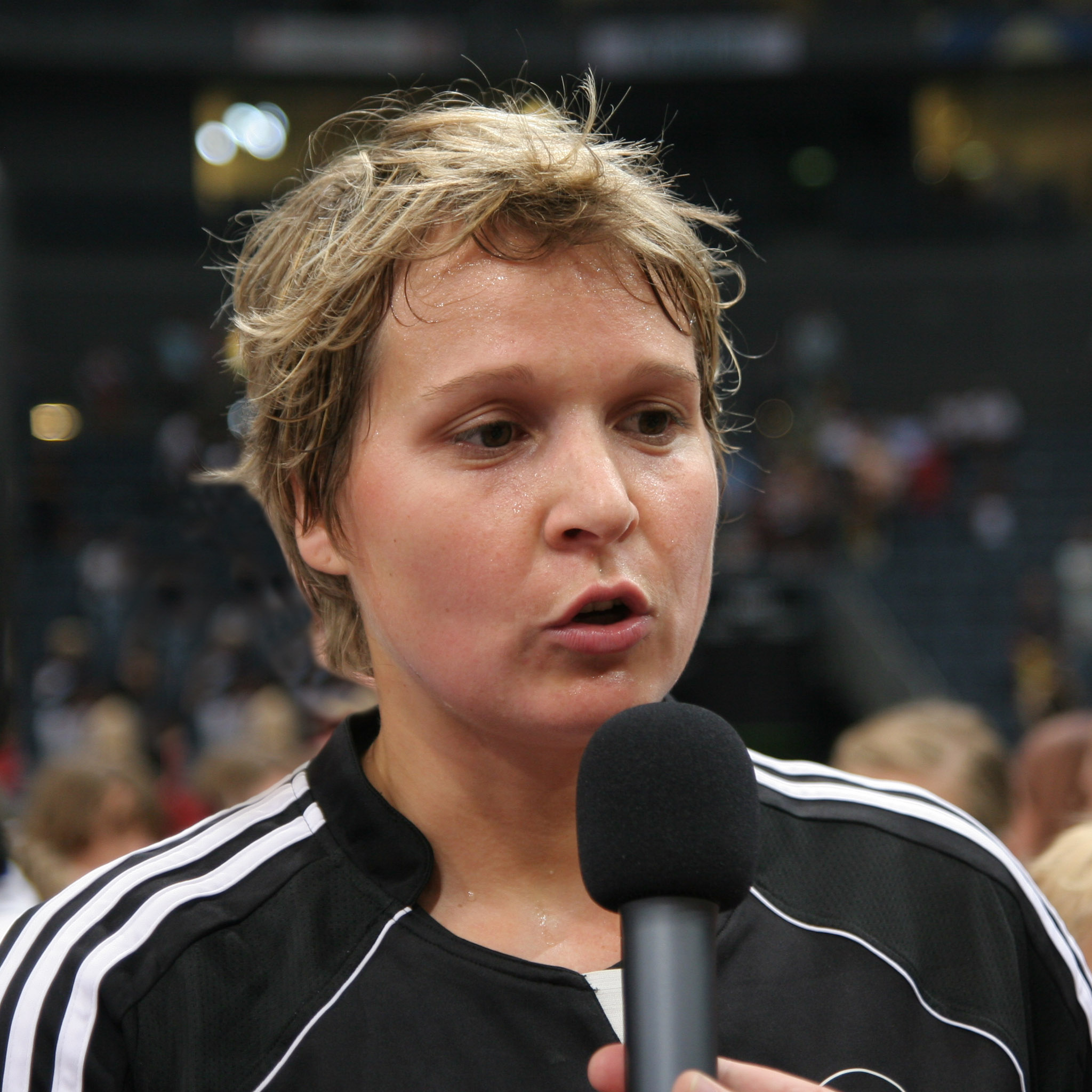
Grit Jurack: Handballerin des Jahres 1999, 2000, 2001, 2007 und 2008

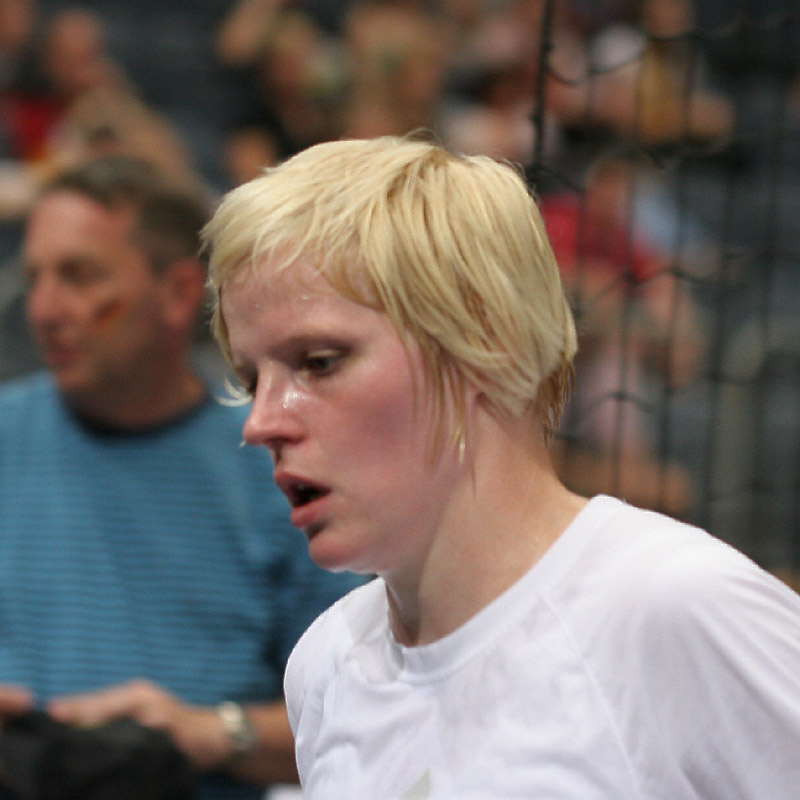
Clara Woltering: Handballerin des Jahres 2009, 2010 und 2017

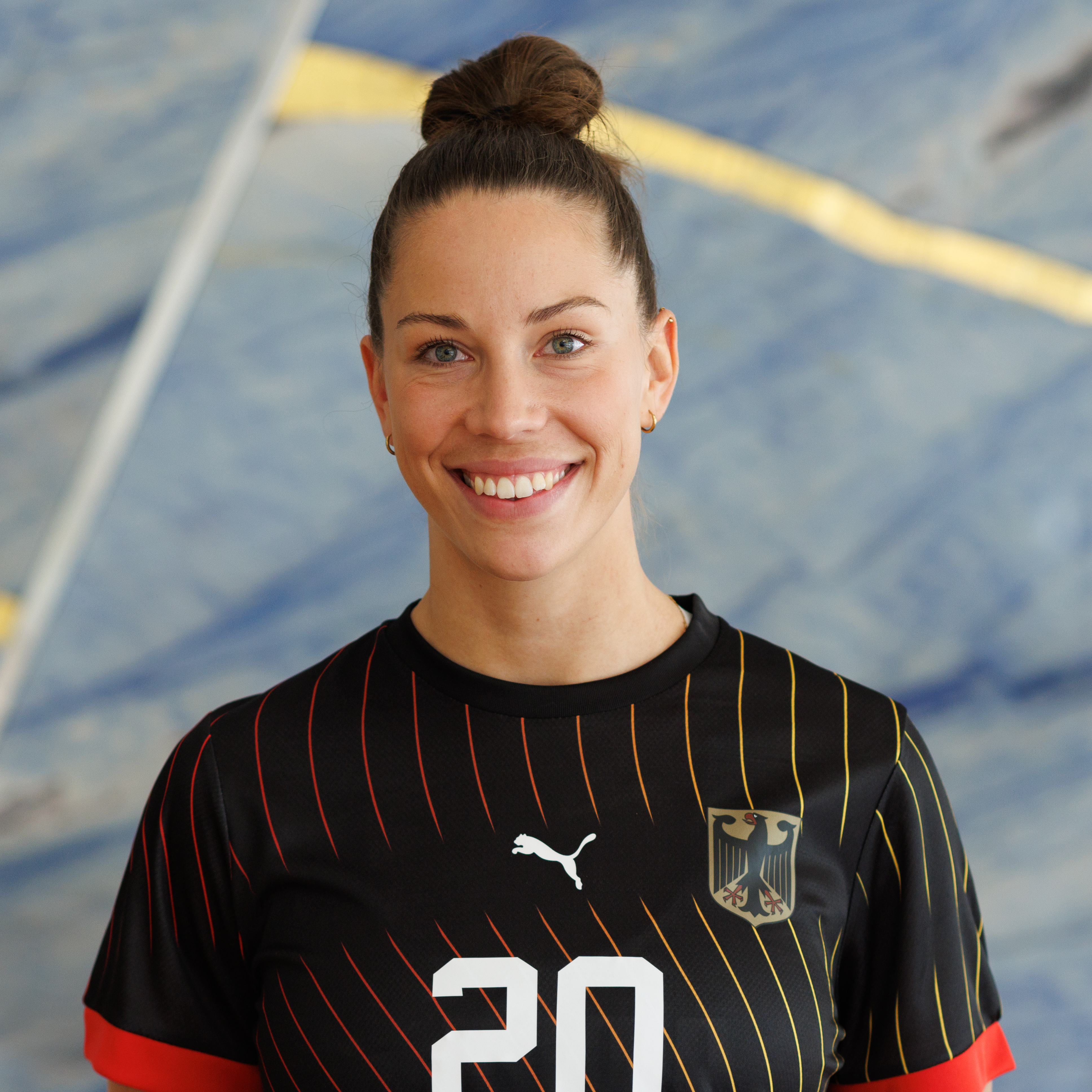
Emily Bölk: Handballerin des Jahres 2018, 2019 und 2023

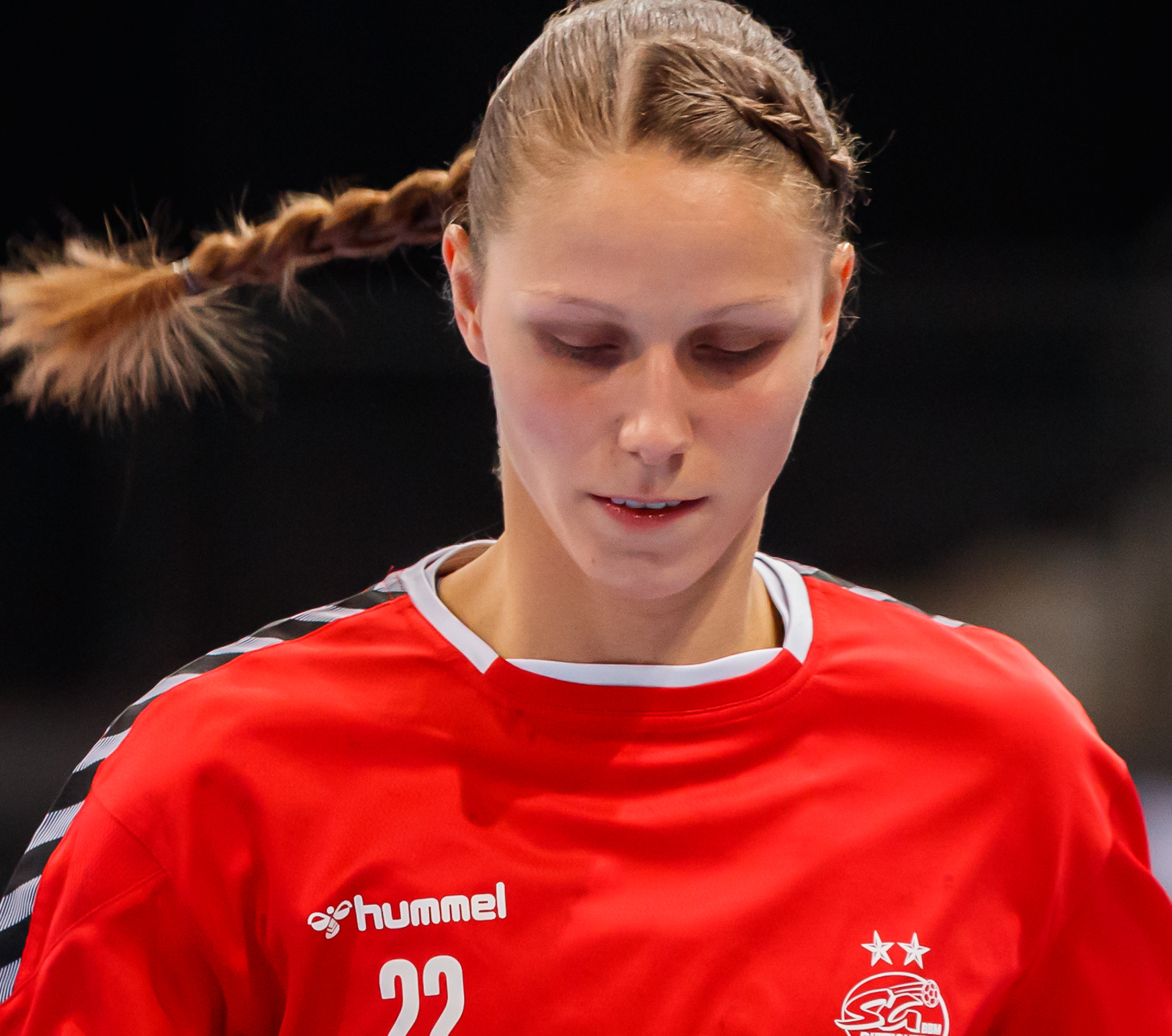
Xenia Smits, Handballerin des Jahres 2024

Die bisherigen Titelträgerinnen
| Jahr | Name                | Nationalität | Logo                         | Verein                                      |
| ---- | ------------------- | ------------ | ---------------------------- | ------------------------------------------- |
| 1978 | Veronika Maaß       | Deutschland  | Eintracht Minden             | TuS Eintracht Minden                        |
| 1979 | Sigrid Berndt       | Deutschland  | TSV Bayer 04 Leverkusen      | TSV Bayer 04 Leverkusen                     |
| 1980 | Anni Placht         | Deutschland  |                              | DJK Würzburg                                |
| 1981 | Renate Schulzki     | Deutschland  | TSV Bayer 04 Leverkusen      | TSV Bayer 04 Leverkusen                     |
| 1982 | Dagmar Stelberg (1) | Deutschland  |                              | VfL Engelskirchen                           |
| 1983 | Dagmar Stelberg (2) | Deutschland  |                              | VfL Engelskirchen                           |
| 1984 | Britta Vattes       | Deutschland  | TSV Bayer 04 Leverkusen      | TSV Bayer 04 Leverkusen                     |
| 1985 | Astrid Hühn (1)     | Deutschland  | TSV Bayer 04 Leverkusen      | TSV Bayer 04 Leverkusen                     |
| 1986 | Dagmar Stelberg (3) | Deutschland  |                              | VfL Engelskirchen                           |
| 1987 | Dagmar Stelberg (4) | Deutschland  |                              | VfL Engelskirchen                           |
| 1988 | Elena Leonte (1)    | Deutschland  | TV Lützellinden              | TV Lützellinden                             |
| 1989 | Astrid Seiffert (2) | Deutschland  | TSV Bayer 04 Leverkusen      | TSV Bayer 04 Leverkusen                     |
| 1990 | Astrid Seiffert (3) | Deutschland  | TSV Bayer 04 Leverkusen      | TSV Bayer 04 Leverkusen                     |
| 1991 | Elena Leonte (2)    | Deutschland  | TV Mainzlar                  | TV Mainzlar                                 |
| 1992 | Elena Leonte (3)    | Deutschland  | TV Mainzlar                  | TV Mainzlar                                 |
| 1993 | Bianca Urbanke (1)  | Deutschland  | Frankfurter HC               | Frankfurter HC                              |
| 1994 | Bianca Urbanke (2)  | Deutschland  | Frankfurter HC               | Frankfurter HC                              |
| 1995 | Michaela Erler (1)  | Deutschland  | Borussia Dortmund            | Borussia Dortmund                           |
| 1996 | Michaela Erler (2)  | Deutschland  | TuS Walle Bremen             | TuS Walle Bremen                            |
| 1997 | Franziska Heinz     | Deutschland  | Borussia Dortmund            | Borussia Dortmund                           |
| 1998 | Silvia Schmitt      | Deutschland  | TSV Bayer 04 Leverkusen      | TSV Bayer 04 Leverkusen                     |
| 1999 | Grit Jurack (1)     | Deutschland  | HC Leipzig                   | HC Leipzig                                  |
| 2000 | Grit Jurack (2)     | Deutschland  | HC Leipzig                   | HC Leipzig                                  |
| 2001 | Grit Jurack (3)     | Deutschland  |                              | Ikast-Bording Elite Håndbold                |
| 2002 | Anika Ziercke       | Deutschland  | Eintracht Minden             | TuS Eintracht Minden                        |
| 2003 | Kathrin Blacha (1)  | Deutschland  | TSV Bayer 04 Leverkusen      | TSV Bayer 04 Leverkusen                     |
| 2004 | Kathrin Blacha (2)  | Deutschland  | 1. FC Nürnberg Handball 2009 | 1. FC Nürnberg Handball                     |
| 2005 | Nadine Krause (1)   | Deutschland  | TSV Bayer 04 Leverkusen      | TSV Bayer 04 Leverkusen                     |
| 2006 | Nadine Krause (2)   | Deutschland  | TSV Bayer 04 Leverkusen      | TSV Bayer 04 Leverkusen                     |
| 2007 | Grit Jurack (4)     | Deutschland  |                              | Viborg HK                                   |
| 2008 | Grit Jurack (5)     | Deutschland  |                              | Viborg HK                                   |
| 2009 | Clara Woltering (1) | Deutschland  | TSV Bayer 04 Leverkusen      | TSV Bayer 04 Leverkusen                     |
| 2010 | Clara Woltering (2) | Deutschland  | TSV Bayer 04 Leverkusen      | TSV Bayer 04 Leverkusen                     |
| 2011 | Franziska Mietzner  | Deutschland  | Frankfurter HC               | Frankfurter HC                              |
| 2012 | Katja Schülke (1)   | Deutschland  | HC Leipzig                   | HC Leipzig                                  |
| 2013 | Susann Müller       | Deutschland  | HC Leipzig                   | HC Leipzig                                  |
| 2014 | Katja Schülke (2)   | Deutschland  | HC Leipzig                   | HC Leipzig                                  |
| 2015 | Anna Loerper (1)    | Deutschland  |                              | TuS Metzingen                               |
| 2016 | Anna Loerper (2)    | Deutschland  |                              | TuS Metzingen                               |
| 2017 | Clara Woltering (3) | Deutschland  | Borussia Dortmund            | Borussia Dortmund                           |
| 2018 | Emily Bölk (1)      | Deutschland  |                              | Thüringer HC                                |
| 2019 | Emily Bölk (2)      | Deutschland  |                              | Thüringer HC                                |
| 2020 | Dinah Eckerle       | Deutschland  |                              | SG BBM Bietigheim, Siófok KC, Metz Handball |
| 2021 | Alina Grijseels (1) | Deutschland  | Borussia Dortmund            | Borussia Dortmund                           |
| 2022 | Alina Grijseels (2) | Deutschland  | Borussia Dortmund            | Borussia Dortmund                           |
| 2023 | Emily Bölk (3)      | Deutschland  | Ferencváros Budapest         | Ferencváros Budapest                        |
| 2024 | Xenia Smits         | Deutschland  |                              | HB Ludwigsburg                              |